# Rhamnus

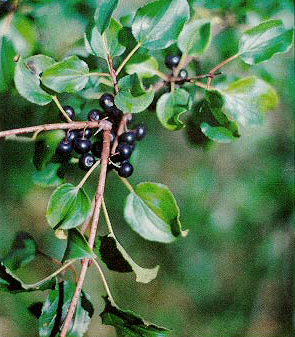
Espina vera (Rhamnus cathartica)

Rhamnus és un gènere de plantes angiospermes de la família de les ramnàcies (Rhamnaceae). Són plantes natives de les zones temperades, les subtropicals i les tropicals de mutanya, principalment a l'hemisferi nord.
En general són arbres menuts i arbusts caducifolis o bé perennifolis. Les fulles són simples amb nervadura característica. El fruit és una baia.

## Taxonomia

### Espècies
Dins del gènere Rhamnus es reconeixen les 138 espècies següents:
- Rhamnus alaternus L.
- Rhamnus alnifolia L'Hér.
- Rhamnus alpina L.
- Rhamnus arguta Maxim.
- Rhamnus arnottiana Gardner ex Thwaites
- Rhamnus aurea Heppeler
- Rhamnus baldschuanica Grubov
- Rhamnus biglandulosa Sessé & Moc.
- Rhamnus bodinieri H.Lév.
- Rhamnus brachypoda C.Y.Wu
- Rhamnus bungeana J.J.Vassil.
- Rhamnus calderoniae R.Fern.
- Rhamnus cathartica L.
- Rhamnus collettii Bhandari & Bhansali
- Rhamnus cordata Medw.
- Rhamnus coriophylla Hand.-Mazz.
- Rhamnus cornifolia Boiss. & Hohen.
- Rhamnus costata Maxim.
- Rhamnus crenulata Aiton
- Rhamnus crocea Nutt.
- Rhamnus dalianensis S.Y.Li & Z.H.Ning
- Rhamnus daliensis G.S.Fan & L.L.Deng
- Rhamnus darii Govaerts
- Rhamnus davurica Pall.
- Rhamnus depressa Grubov
- Rhamnus diffusa Clos
- Rhamnus disperma Ehrenb. ex Boiss.
- Rhamnus dolichophylla Gontsch.
- Rhamnus dumetorum C.K.Schneid.
- Rhamnus erythroxyloides Hoffmanns.
- Rhamnus erythroxylum Pall.
- Rhamnus esquirolii H.Lév.
- Rhamnus fallax Boiss.
- Rhamnus flavescens Y.L.Chen & P.K.Chou
- Rhamnus formosana Matsum.
- Rhamnus fulvotincta F.P.Metcalf
- Rhamnus gilgiana Heppeler
- Rhamnus glandulosa Aiton
- Rhamnus glaucophylla Sommier
- Rhamnus globosa Bunge
- Rhamnus grandiflora C.Y.Wu
- Rhamnus grubovii I.M.Turner
- Rhamnus hainanensis Merr. & Chun
- Rhamnus hemsleyana C.K.Schneid.
- Rhamnus heterophylla Oliv.
- Rhamnus hirtella Boiss.
- Rhamnus hupehensis C.K.Schneid.
- Rhamnus imeretina J.R.Booth ex G.Kirchn.
- Rhamnus infectoria L.
- Rhamnus integrifolia DC.
- Rhamnus ishidae Miyabe & Kudô
- Rhamnus iteinophylla C.K.Schneid.
- Rhamnus japonica Maxim.
- Rhamnus kanagusukii Makino
- Rhamnus kayacikii Yalt. & P.H.Davis
- Rhamnus kurdica Boiss. & Hohen.
- Rhamnus kwangsiensis Y.L.Chen & P.K.Chou
- Rhamnus lamprophylla C.K.Schneid.
- Rhamnus lanceolata Pursh
- Rhamnus laoshanensis D.K.Zang
- Rhamnus ledermannii Lauterb.
- Rhamnus leptacantha C.K.Schneid.
- Rhamnus leptophylla C.K.Schneid.
- Rhamnus libanotica Boiss.
- Rhamnus liboensis Y.F.Deng
- Rhamnus liukiuensis (E.H.Wilson) Koidz.
- Rhamnus lojaconoi Raimondo
- Rhamnus ludovici-salvatoris Chodat
- Rhamnus lycioides L.
- Rhamnus maximovicziana J.J.Vassil.
- Rhamnus microcarpa Boiss.
- Rhamnus mildbraedii Engl.
- Rhamnus minnanensis K.M.Li
- Rhamnus mollis Merr.
- Rhamnus mongolica Y.Z.Zhao & L.Q.Zhao
- Rhamnus myrtifolia Willk.
- Rhamnus nakaharae (Hayata) Hayata
- Rhamnus napalensis (Wall.) M.A.Lawson
- Rhamnus nigrescens Lauterb.
- Rhamnus nigricans Hand.-Mazz.
- Rhamnus ninglangensis Y.L.Chen
- Rhamnus nitida P.H.Davis
- Rhamnus oleoides L.
- Rhamnus orbiculata Bornm.
- Rhamnus papuana Lauterb.
- Rhamnus parvifolia Bunge
- Rhamnus pentapomica R.Parker
- Rhamnus persica Boiss.
- Rhamnus persicifolia Moris
- Rhamnus petiolaris Boiss. & Balansa
- Rhamnus philippinensis C.B.Rob.
- Rhamnus pichleri C.K.Schneid. & Bornm.
- Rhamnus pilushanensis Y.C.Liu & C.M.Wang
- Rhamnus prinoides L'Hér.
- Rhamnus procumbens Edgew.
- Rhamnus prunifolia Sm.
- Rhamnus pulogensis Merr.
- Rhamnus pumila Turra
- Rhamnus punctata Boiss.
- Rhamnus purpurea Edgew.
- Rhamnus pyrella O.Schwarz
- Rhamnus qianweiensis Z.Y.Zhu
- Rhamnus rahiminejadii Alijanpoor & Assadi
- Rhamnus rhodopea Velen.
- Rhamnus rosei M.C.Johnst. & L.A.Johnst.
- Rhamnus rosthornii E.Pritz.
- Rhamnus rugulosa Hemsl.
- Rhamnus salixiophylla S.S.Ying
- Rhamnus sargentiana C.K.Schneid.
- Rhamnus saxatilis Jacq.
- Rhamnus schlechteri Lauterb.
- Rhamnus seravschanica (Kom.) Kamelin
- Rhamnus serpyllacea Greuter & Burdet
- Rhamnus serrata Humb. & Bonpl. ex Schult.
- Rhamnus sibthorpiana Schult.
- Rhamnus smithii Greene
- Rhamnus songorica Gontsch.
- Rhamnus spathulifolia Fisch. & C.A.Mey.
- Rhamnus staddo A.Rich.
- Rhamnus standleyana C.B.Wolf
- Rhamnus subapetala Merr.
- Rhamnus sumatrensis Ridl.
- Rhamnus sumbawana Lauterb.
- Rhamnus tangutica J.J.Vassil.
- Rhamnus taquetii (H.Lév. & Vaniot) H.Lév.
- Rhamnus thymifolia Bornm.
- Rhamnus tonkinensis Pit.
- Rhamnus tortuosa Sommier & Levier
- Rhamnus triquetra (Wall.) Brandis
- Rhamnus tzekweiensis Y.L.Chen & P.K.Chou
- Rhamnus utilis Decne.
- Rhamnus velutina Boiss.
- Rhamnus virgata Roxb.
- Rhamnus wightii Wight & Arn.
- Rhamnus wilsonii C.K.Schneid.
- Rhamnus wumingensis Y.L.Chen & P.K.Chou
- Rhamnus xizangensis Y.L.Chen & P.K.Chou
- Rhamnus yoshinoi Makino

### Híbrids
S'han descrit els següents híbrids naturals:
- Rhamnus × bermejoi P.Fraga & Rosselló
- Rhamnus × gayeri Kárpáti ex Soó
- Rhamnus × hybrida L'Hér.
- Rhamnus × intermedia Steud. & Hochst.
- Rhamnus × lemaniana Briq.
- Rhamnus × mehreganii Alijanpoor & Khodayari
- Rhamnus × mercieri Briq.
- Rhamnus × mulleyana Fritsch
- Rhamnus × pissjaukovae O.A.Popova
- Rhamnus × woloszczakii Kárpáti

### Sinònims
Els següents noms científics són sinònims heterotípics de Rhamnus:
- Caulinia DC.
- Alaternus Mill.
- Ampeloplis Raf.
- Apetlorhamnus Nieuwl.
- Apetlothamnus Nieuwl. ex Lunell
- Aspidocarpus Neck.
- Atadinus Raf.
- Atulandra Raf.
- Cardiolepis Raf.
- Cervispina Ludw.
- Endotropis Raf.
- Forgerouxa Neck.
- Girtanneria Neck.
- Hettlingeria Neck.
- Lithoplis Raf.
- Oreoherzogia W.Vent
- Rhamnos St.-Lag.
- × Rhamzogia W.Vent
- Sciadophila Phil.
- Ventia Hauenschild